# Commersonia cygnorum
Commersonia cygnorum är en malvaväxtart som beskrevs av Ernst Gottlieb von Steudel. Commersonia cygnorum ingår i släktet Commersonia och familjen malvaväxter. Inga underarter finns listade i Catalogue of Life.